# Henk Groot
Hendrik „Henk“ Groot (* 22. April 1938 in Zaandijk, Niederlande; † 11. Mai 2022 in Zaandam, Niederlande) war ein niederländischer Fußballspieler, der in den 1960er Jahren für Ajax Amsterdam und Feyenoord Rotterdam aktiv war.

## Sportliche Laufbahn
In den 1960er Jahren gehörte Groot zu den besten Torjägern der Niederlande. 1960 und 1961 wurde er Torschützenkönig der Eredivisie mit seither nicht mehr erreichten 38, bzw. 41 Toren. Mit insgesamt 195 Toren ist er bis dato sechstbester Torschütze der Eredivisie aller Zeiten. Bei Ajax ist er viertbester Torschütze der Vereinsgeschichte, drittbester der Eredivisie-Ära.
Er kam 1959 gemeinsam mit seinem älteren Bruder Cees Groot vom Zweitligisten IJVV Stormvogels aus IJmuiden zum Ajax Amsterdam, wo damals noch der Feierabendprofessionalismus gepflegt wurde. Er führte sich in seinem ersten Ligaspiel gegen den NAC Breda mit einem Hattrick ein. 1960 gewann er unter dem englischen Trainer Vic Buckingham die niederländische Meisterschaft. In der Saison darauf folgte unter dem nunmehrigen Trainer Keith Spurgeon der Pokalgewinn, wo er im Finale gegen NAC Breda zwischen der 78. und der 88. Minute alle drei Tore schoss. Er gewann mit Ajax auch den International Football Cup 1961/62, der erste internationale Titelgewinn des Vereins. Im Finale trug er mit drei Treffern zum 4:2-Sieg über Feyenoord Rotterdam aus Rotterdam bei.
Der italienische Erstligist Lanerossi Vicenza machte Groot 1963 ein Angebot, das ihm zusagte. Ajax forderte eine Ablösesumme von 250.000 Gulden, aber die Italiener fanden das zu viel. Groot ließ sich dann selbst auf die Transferliste setzen, denn es hatte im damaligen Transfersystem Vorteile für den Spieler, wenn er sich selbst auf die Transferliste setzte. Mit gemischten Gefühlen hörte Groot dann, dass er von Feyenoord für 250.000 Gulden übernommen wurde. Er spielte dort zwei Spielzeiten und erzielte 33 Treffer in der Liga. In seiner zweiten Saison beim Rotterdamer Verein gewann er unter dem österreichischen Trainer Wilhelm Kment jeweils seine zweite nationale Meisterschaft und Pokal. Einstweilen ging es mit Ajax bergab. Der Verein wurde nur noch 13. in der Saison 1964/65. Als Jaap van Praag Vorsitzender wurde, kaufte Ajax den Stürmer für 375.000 Gulden zurück. Die Rückkehr war eine Anforderung des neuen Trainers Rinus Michels.
Unter Michels reifte die mittlerweile professionalisierte Mannschaft mit Spielern wie Sjaak Swart, Wim Suurbier, Piet Keizer und Johan Cruyff zu einer Spitzenmannschaft. Zwischen 1966 und 1968 gewann sie dreimal die Meisterschaft und 1967 auch den Pokal. Mit Ajax erreichte er auch das Finale im Europapokal der Landesmeister 1968/69, das mit 1:4 gegen die AC Mailand verloren ging. Er wurde im Finale nach der Halbzeit ausgewechselt.
Danach beendete er seine Fußballerlaufbahn. 1970 wurde er in den Gemeinderat von Zaandijk gewählt.

## Erfolge
- IFC-Sieger: 1961/62
- Niederländischer Meister: 1959/60, 1964/65, 1965/66, 1966/67, 1967/68
- KNVB-Pokal-Sieger: 1960/61, 1964/65, 1966/67
- Torschützenkönig der Eredivisie: 1959/60, 1960/61